# Cerodontha agraensis
Cerodontha agraensis är en tvåvingeart som beskrevs av Tandon 1966. Cerodontha agraensis ingår i släktet Cerodontha och familjen minerarflugor. Inga underarter finns listade i Catalogue of Life.